# Roberto Fico
Roberto Fico (Nápoles, 10 de octubre de 1974) es un político italiano, miembro del Movimiento 5 estrellas, diputado desde 2013 y presidente de la Cámara de Diputados entre 2018 y 2022.

## Biografía
Diplomado en comunicación por la Universidad de Trieste.
Electo diputado en las listas del Movimiento 5 estrellas (M5S) por la región de Campania a la salida del escrutinio parlamentario de los 24 y 25 de février de 2013, Roberto Fico, en lo sucesivo, está designado candidato a la presidencia del Congreso de los Diputados por su partido al seno del grupo parlamentario; éste estando constituido 108 diputados, el M5S espera, a falta de hacer elegir su candidato, sentar su importancia. El 15 de marzo, Fico recoge 108 sufragios (esté el número exacto de diputados miembros del M5S), después 110 sufragios y finalmente 113 sufragios, durante los tres primera vuelta de escrutinio; el día siguiente, Fico es batido finalmente por la candidata designada por el centro-izquierdo, Laura Boldrini, con 108 sufragios, su primer resultado, contra 327 a Boldrini, finalmente electa presidenta del Cuarto.
Desde el  6 de junio de 2013, es presidente de la comisión parlamentaria que controla la RAI, la televisión estatal.
Contando entre los premiers militantes del Movimiento 5 estrellas, está considerado como el una de las figuras del ala progresista, es electo diputado por primera vez durante las elecciones generales de los 24 y 25 de febrero de 2013, a la salida desquelles su partido resulta la tercera fuerza política del país. Algunos meses más tarde, está elegido, por sus pairs, presidente de la Comisión parlamentaria cargada de la vigilancia y de la dirección general del RAI, la televisión pública italiana. 
El 24 de mars de 2018 de 24 de mars de 2018 de 24 de mars de 2018, es electo presidente del Congreso de los Diputados para la XVIII, después de que su partido está resultado, algunas semanas más temprano, aquel con el plus grande número de voz en Italia al favor de las elecciones parlamentarias. No obstante, obtiene 422 voz (sobre 620 votantes), sea menos que la coalición de centro-derecho y su Movimiento, que cuentan 490 diputados.
El 23 de abril de 2018, el presidente de la República Sergio Mattarella, confía un mandato explorador para un eventual gobierno que reúne su Movimiento y el centro-izquierdo.